# Karlheinz Heinzmann

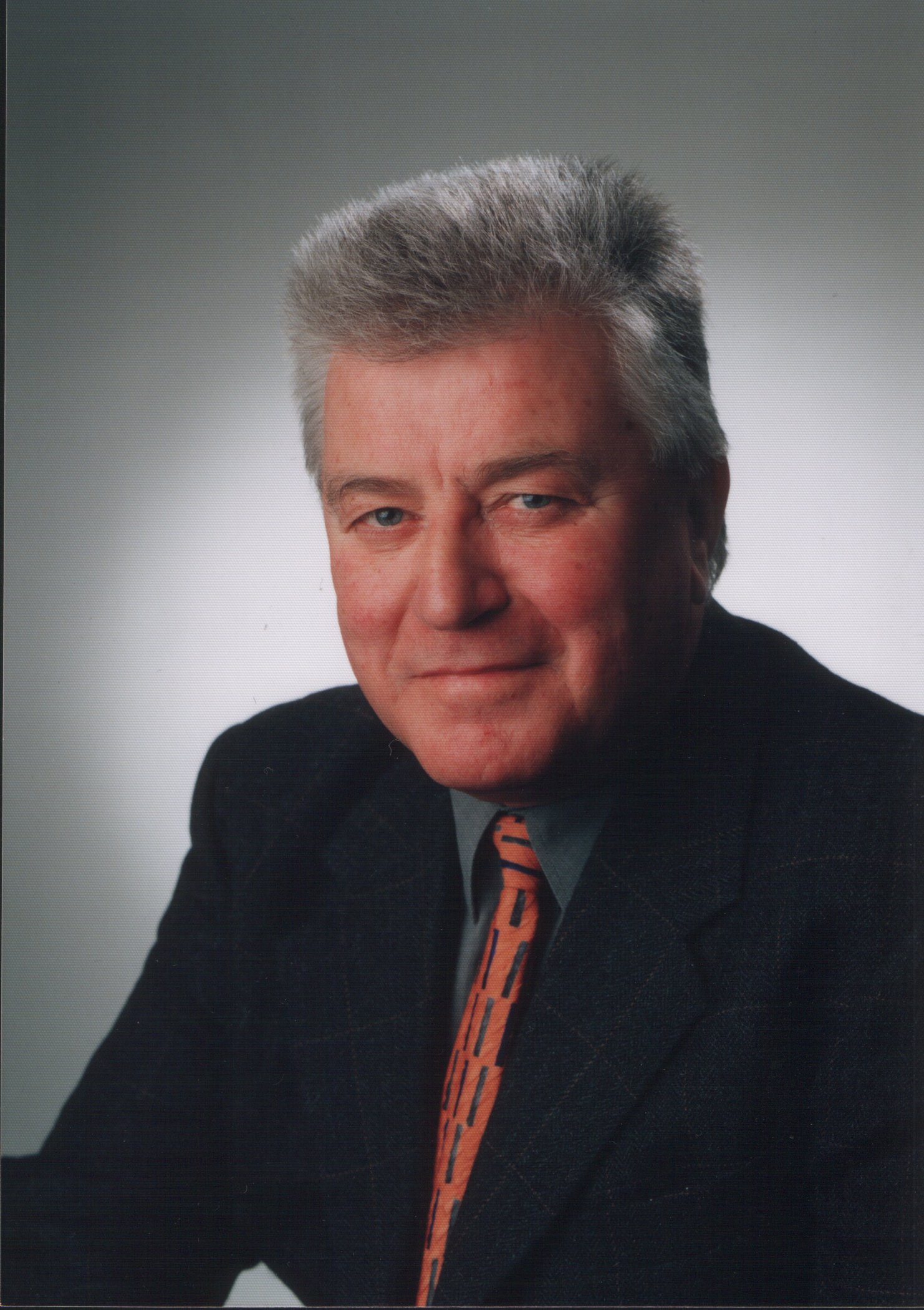
Karlheinz Heinzmann (2011)

Karlheinz Heinzmann (* 16. Oktober 1941 in Zebau, Kreis Tepl; † 4. August 2018 in Würzburg) war ein deutscher Unternehmer und Firmengründer.

## Werdegang
Heinzmann wurde am 16. Oktober 1941 in Zebau, Sudetenland (heute Tschechische Republik), geboren. Nach Vertreibung nach dem Zweiten Weltkrieg kam er nach Kirchheim bei Würzburg und absolvierte eine Lehre bei der Firma Koenig & Bauer in Würzburg. Der Wehrdienst bei der Bundeswehr, den er bei der Luftwaffe auf Sardinien ableistete, unterbrach seine Ausbildung. Er legte bei der Firma Feuerland in Kirchheim die Prüfung zum Maschinenbaumeister ab. Ab 1966 arbeitete er als Betriebsleiter bei der Firma Frauenfeld in Würzburg.

### Firmengründung
1970 meldete er in Kitzingen ein eigenes Gewerbe an. In angemieteten Räumen einer ehemaligen Weinkellerei begann er mit der Herstellung und dem Vertrieb von Rollladen. Ab 1972 entwickelte er erste eigene Rollladenprofile. 1977 nahm er das Exportgeschäft mit dem Vertrieb von Rollladenprofilen in die Vereinigten Staaten auf. 1979 baute er im Gewerbegebiet Goldberg in Kitzingen eine neue Produktionsstätte und die Fertigung von Kunststofffenstern und -türen begann.
Nach der politischen Wende in der DDR unterstützte er Handwerker, die sich in dieser Branche selbstständig machen wollten. 1990 gründete er eine Tochterfirma im brandenburgischen Oehna. In zunächst angemieteten Liegenschaften begann die Fertigung von Rollladen und Fertigelementen. Im darauffolgenden Jahr wurde ein Grundstück in Oehna erworben und eine Lagerhalle der ehemaligen LPG umgebaut sowie ein Verwaltungsgebäude angebaut. Mit knapp 20 Mitarbeitern ist Heinzmann wichtigster Arbeitgeber vor Ort. Auch als die Konjunktur in den neuen Bundesländern abflaute, hielt er am Standort Oehna fest. 1993 erfolgte die Erweiterung des Standortes Kitzingen durch Erwerb eines weiteren Grundstücks im Gewerbegebiet Goldberg. Der Betrieb produziert seither auf einer Gesamtfläche von 12.000 m² mit rund 100 Mitarbeitern Kunststofffenster, Haustüren und Rollladen.
Im Jahre 2010 zog sich Karlheinz Heinzmann aus der Unternehmensleitung zurück und übergab die Geschäftsführung an seine beiden Kinder Martina Heinzmann-Erhart und Peter Heinzmann.

### Gemeindepartnerschaft
Über die Ansiedlung der Firma Heinzmann in Brandenburg entstanden Kontakte auf kommunalpolitischer Ebene. Nach einem Besuch des Kitzinger Oberbürgermeisters Rudolf Schardt wurde im Oktober 1991 in Oehna eine Kitzinger Straße benannt. Ebenfalls 1991 kam auf Initiative Heinzmanns, der vom ersten Tag den engen Kontakt zur Bevölkerung gesucht hatte, eine Gemeindepartnerschaft zwischen Oehna und dem bei Kitzingen gelegenen Weinort Mainstockheim zustande.

## Auszeichnungen
Für herausragende Verdienste um die brandenburgische Wirtschaft bei der Schaffung und Sicherung von Arbeitsplätzen und Initiative einer Gemeindepartnerschaft zwischen dem fränkischen Mainstockheim und der Gemeinde Oehna wurde ihm 2004 das Verdienstkreuz am Bande der Bundesrepublik Deutschland verliehen.
2012 erhielt er den 32. Ehrenpreis der Freien Wähler FBW Kitzingen.